# Fernand Etgen
Fernand Etgen (Ettelbruck, 10 marzo 1957) è un politico lussemburghese.
È membro del Partito Democratico e Secondo Vicepresidente della Camera dei Deputati lussemburghese. È stato altresì Presidente della suddetta camera dal 2018 al 2023.